# Bockiella rugosa
Bockiella rugosa är en mossdjursart som beskrevs av Silén 1942. Bockiella rugosa ingår i släktet Bockiella och familjen Flustrellidridae. Inga underarter finns listade i Catalogue of Life.